# Pan de cinta

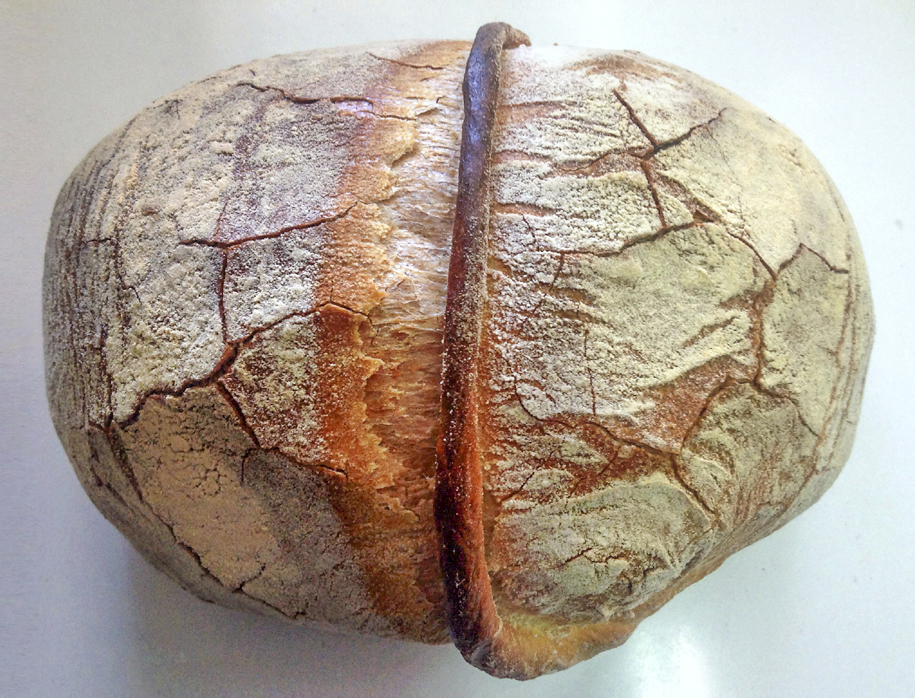
Pan de cinta zaragozano

El pan de cinta es una variedad española de pan rústico, particularmente de la región central de Aragón (el área de Zaragoza y el Bajo Aragón). Es un pan tipo hogaza, su corteza es crujiente, muy tostada y enharinada, y su miga es esponjosa como la de un pan de payés. Se llama así porque, al momento de hornearse, se estira una «cinta» de la masa, sin separarla del resto, y se cruza por encima del pan. Incluye: masa madre, harina, agua y sal. Es un pan idóneo para tostar y untar.
Según un documento de 1931 de la Sociedad de Patronos de Zaragoza, «el pan de cinta es el pan prototípico de Aragón». En otras zonas, es conocido como pan de Aragón, pues una vez fue el pan con mayor renombre de la región. A pesar de ser uno de los panes aragoneses más antiguos, está en vías de desaparecer. El amasado y la formación de la cinta requieren bastante habilidad. Su complicada elaboración y la mecanización del oficio de panadero ha llevado a esta variedad casi al borde de la extinción. En su libro La tradición del pan artesanal en España (1994), José Carlos Capel indica que el «pan de cinta del Bajo Aragón está prácticamente desaparecido». Aun así, la tradición panadera en Zaragoza se mantiene pues la OCU la considera una de las ciudades españolas donde mejor pan se come.

## Origen
El cordón transversal que le da nombre tiene una razón de ser; surge por la necesidad de mantener húmeda la masa en contacto con la cinta durante el horneo. De esta manera, al expandirse el pan, revienta por esta línea formando una greña. Según Ibán Yarza,

«El pan de cinta es una lección soberbia. En el Medievo no era tan común cortar los panes (...); se inventaron cosas como formarlos con el codo, con el antebrazo, u otros trucos para que el pan se abriera sin necesidad de cortar [greñar]. El pan de cinta es uno de los dinosaurios de la panadería española».
Técnicas de aquí y allá, de ayer y de hoy (2020), Ibán Yarza

En el Atlas ilustrado del pan (2014), se menciona que la existencia del pan de cinta se remonta, por lo menos, al siglo XV, siendo «uno de los más antiguos de la comunidad [autónoma de Aragón]». Además, la técnica del cordón o cinta tiene su origen en las casas, y más tarde, debido a su elevada calidad y demanda, pasaría a ser producido en las panaderías. Se consideraba un pan de alta calidad y las tahonas zaragozanas lo exportaban más allá de la región.
En el área de Albacete y las áreas churras de Valencia se encuentran preparaciones similares (llamado 'pan de rabo' en Albacete). Un pan de técnica similar es el pain cordon de Borgoña, Francia. De hecho, según la antropóloga francesa Mouette Barboff, el pain cordon borgoñés es el padre del pan de cinta aragonés, que entró a España por medio de la Camino de Santiago. Éste fue desarrollado por los frères cordeliers, llamados así por usar una cuerda en sus hábitos y en sus panes.

## Características
Por su tipo de masa se considera un pan de flama, tamaño de hogaza aunque con forma oblonga (como chusco) en vez de redonda. Presenta una miga esponjosa y hueca, alveolado pequeño e irregular. Por su parte la corteza es mate, crujiente, tostada y enharinada.

#### La «cinta»
La cinta o cordón se hace justo antes de meter la masa en el horno, una vez que ha fermentado. Es una labor dificultosa, ya que fácilmente el cordón se puede romper. En primer lugar, se debe pellizcar la masa por la base y comenzar a estirar suavemente, sin separarla de la masa principal. Con delicadeza, se va estirando y retorciendo. El mencionado informe de 1931 define el pan de cinta como un «pan de artistas», que obligatoriamente «hay que hacerlo a mano». Tal y como cuenta Rafael Montal Montesa en su libro El pan y su influencia en Aragón (1997), este pan tiene cierta semejanza a un feto conectado al cordón umbilical, por lo que se le ha atribuido un valor simbólico como pan de fertilidad.